# DB-Baureihe 50.40
Die Baureihe 50.40 der Deutschen Bundesbahn waren zur Franco-Crosti-Lokomotive umgebaute Dampflokomotiven der Baureihe 50.

## Entstehung
1953 entschloss sich die DB erneut, Lokomotiven nach dem Franco-Crosti-Prinzip umzubauen. Zwar hatten die Versuche mit der DB-Baureihe 42.90 schon früh Probleme mit der Korrosion des Vorwärmerkessels gezeigt, jedoch versprach das Prinzip eine ausreichende Kohleersparnis, um eine zweite Serie dieser Lokomotiven aufzulegen. So baute Henschel 1954 die 50 1412 um. Sie wurde anschließend beim Versuchsamt in Minden und im Betrieb beim BW Bingerbrück erprobt. Dabei wurde eine Kohleersparnis von 22 % bei ungefähr gleichem Unterhaltungsaufwand festgestellt. Deshalb ließ die DB davon ab 1958 weitere 30 Lokomotiven der Baureihe 50 mit Kesseln von Henschel umrüsten, den Umbau übernahm das AW Schwerte. Es wurden nur Lokomotiven ausgewählt, deren Kessel ohnehin ersetzt werden musste, weil er aus dem nicht alterungsbeständigen Stahl St 47 k bestand. 1958 wurde die Probelokomotive zur 50 4001 umgezeichnet.

## Technische Unterschiede
Die Lokomotiven entsprachen technisch weitgehend der Baureihe 50. Der Franco-Crosti-Kessel war im Unterschied zur BR 42.90 nur mit einem Vorwärmerkessel und damit nur einem zusätzlichen Schornstein versehen. Die gasberührte Heizfläche des Langkessels betrug 100,43 m², die des Vorwärmerkessels 94,23 m². Beides ergab ein Verhältnis der Heizflächen von 52 % zu 48 %. Der Langkessel hatte einen dritten konischen Schuss, der die Verbrennungskammer umgab. Die Lokomotiven hatten auch einen Mischvorwärmer vom Typ MV 57. Das Dienstgewicht der Fahrzeuge wurde gegenüber der Baureihe 50 nur um 2,1 t gesteigert. 50 4011 erhielt beim Umbau eine Ölhauptfeuerung.
Der Schornstein vorne auf der Rauchkammer war nur im Stillstand beim Anheizen in Betrieb und wurde während der Fahrt geschlossen. Während der Fahrt wurde der Abdampf mit den Rauchgasen über den zweiten seitlichen Schornstein ausgestoßen, der sich auf der linken, der Heizerseite des Langkessels auf Höhe der dritten Kuppelachse befand. Es traten Sichtprobleme durch Rauchverwirbelungen auf, die man durch einen Windabweiser auf dem Dach des Führerstandes zu beheben versuchte.
Weil durch die geänderte Schornsteinposition auch Kohlestaub vom Schlepptender aufgewirbelt wurde, erhielten die Lokomotiven Tenderklappen am Kohlekasten, die während der Fahrt geschlossen sein sollten. Dies geschah aber im Betrieb recht selten, weil die Klappenbetätigung oft beim Befüllen beschädigt wurde und auch weil der Kohlevorrat oft über die Oberkante des Tenders ging. Die Tender waren von der Einheitsbauart 2'2' T 26 und fassten 8 t Kohle sowie 26 m³ Wasser.

## Einsatz
Anfangs waren die Lokomotiven bei den Bw Oberlahnstein und Kirchweyhe in Betrieb. Von 1962 bis 1964 waren elf Lokomotiven in Bingerbrück beheimatet. Im Bw Osnabrück Rangierbahnhof waren von 1959 bis 1965 sechs Maschinen stationiert.
1961 mussten alle Lokomotiven wegen Korrosionsschäden an der Vorwärmertrommel und dem seitlichen Schornstein außer Betrieb genommen werden. Bei manchen wurde die komplette Vorwärmertrommel ersetzt. Es wurden Rauchrohre aus korrosionsbeständigem Chromstahl eingebaut. Jedoch war mit diesen Reparaturen der Kostenvorteil der Kohleersparnis aufgezehrt. Die Dampflokomotiven wurden in Kirchweyhe zusammengezogen und schieden bis Juni 1967 aus dem Betrieb aus. Keine Lokomotive blieb erhalten.